# Blâmont
Ne doit pas être confondu avec Blamont.
Blâmont est une commune française située dans le département de Meurthe-et-Moselle, en région Grand Est.

## Géographie
|                     | Repaix  | Gogney      |
| Verdenal            | Blâmont | Frémonville |
| Domèvre-sur-Vezouze | Barbas  | Harbouey    |

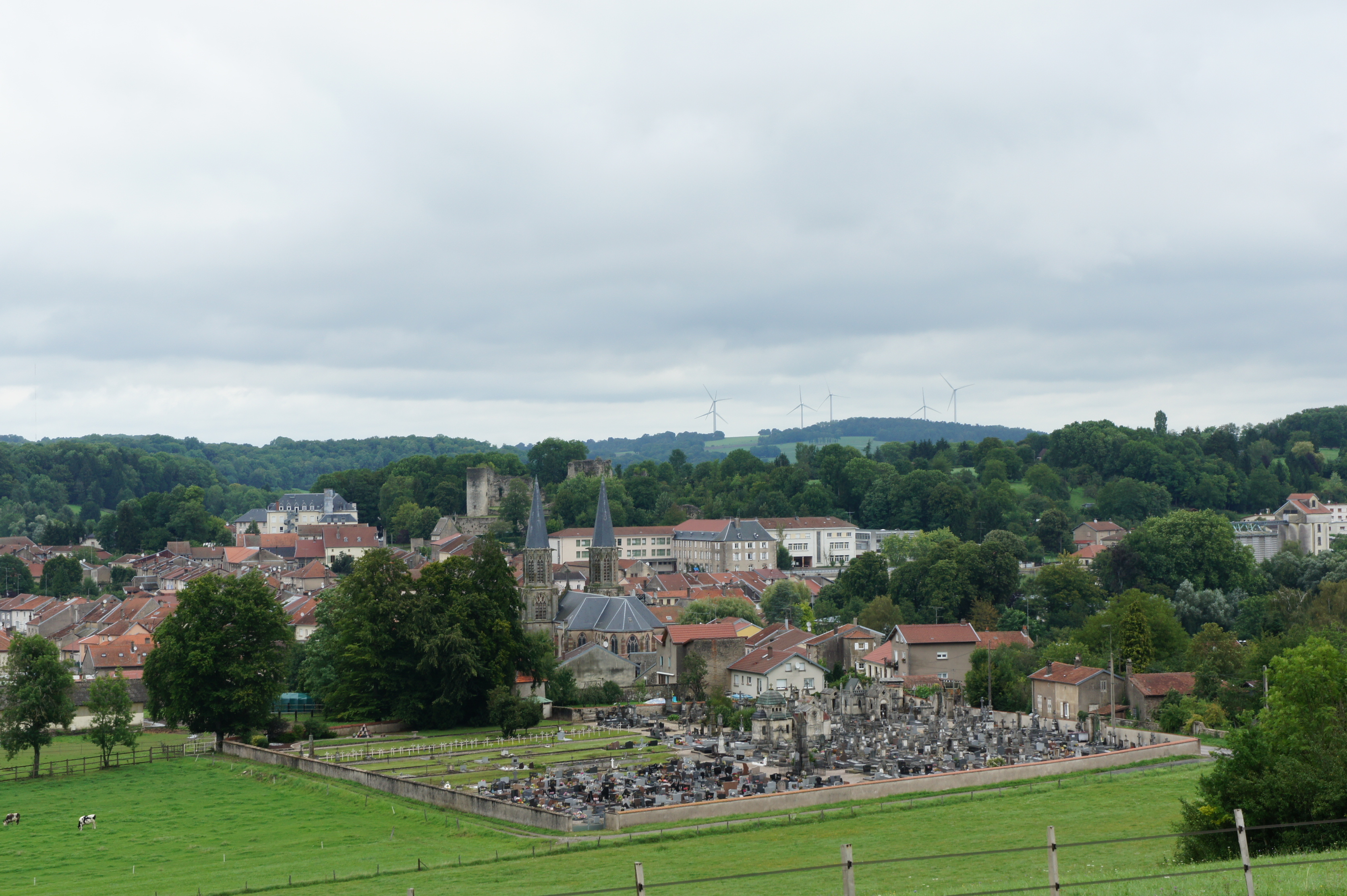
Vue de Blâmont en 2014.

Blâmont est située à l'extrémité orientale du département, dans la vallée de la Vezouze. Cette rivière a connu plusieurs crues spectaculaires dans le passé, à la différence de son affluent, la Voise, qui n'a jamais menacé les zones habitées.
La ville se trouve sur la route nationale 4 qui se fraie un tracé tortueux parmi les maisons anciennes. Depuis le mois de décembre 2006, une route à 2x2 voies contourne Blâmont.

### Hydrographie
La commune est dans le bassin versant du Rhin au sein du bassin Rhin-Meuse. Elle est drainée par la Vezouze, le ruisseau de Voise, le ruisseau d'Erbisey et le ruisseau le Vacon,.
La Vezouze, d'une longueur de 75 km, prend sa source dans la commune de Saint-Sauveur et se jette  dans la Meurthe à Rehainviller, après avoir traversé 24 communes. Les caractéristiques hydrologiques de la Vezouze sont données par la station hydrologique située sur la commune. Le débit moyen mensuel est de 1,55 m3/s. Le débit moyen journalier maximum est de 24,6 m3/s, atteint lors de la crue du 4 octobre 2006. Le débit instantané maximal est quant à lui de 56,9 m3/s, atteint le 13 janvier 2004.

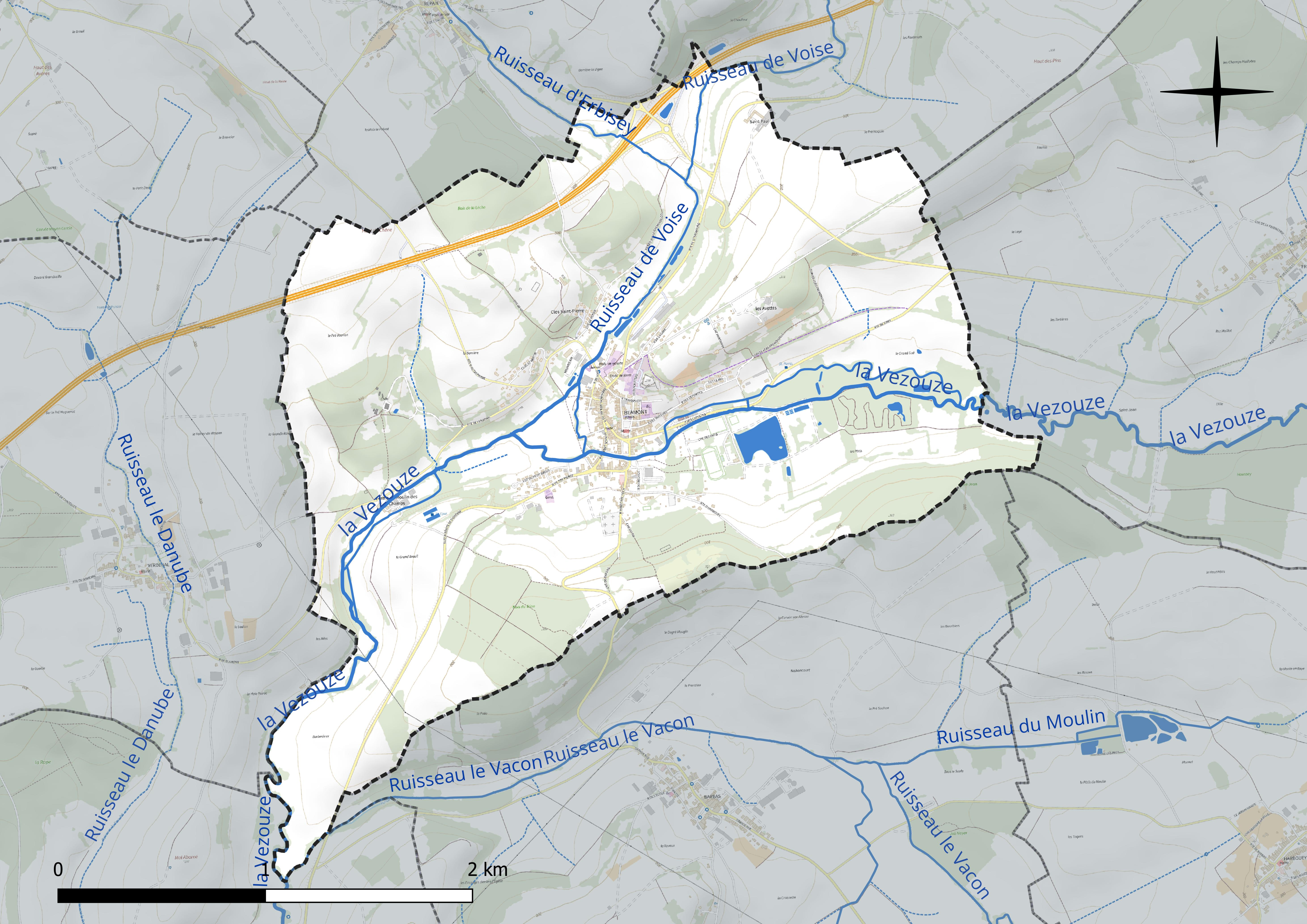
Réseau hydrographique de Blâmont.

Le ruisseau de Voise, d'une longueur de 15 km, prend sa source dans la commune de Hattigny et se jette  dans la Vezouze sur la commune, après avoir traversé six communes. 

### Climat
Pour des articles plus généraux, voir Climat du Grand Est et Climat de Meurthe-et-Moselle.
En 2010, le climat de la commune est de type climat des marges montagnardes, selon une étude du Centre national de la recherche scientifique s'appuyant sur une série de données couvrant la période 1971-2000. En 2020, Météo-France publie une typologie des climats de la France métropolitaine dans laquelle la commune est exposée à un climat semi-continental et est dans la région climatique  Vosges, caractérisée par une pluviométrie très élevée (1 500 à 2 000 mm/an) en toutes saisons et un hiver rude (moins de 1 °C). 
Pour la période 1971-2000, la température annuelle moyenne est de 9,6 °C, avec une amplitude thermique annuelle de 16,8 °C. Le cumul annuel moyen de précipitations est de 1 020 mm, avec 12,6 jours de précipitations en janvier et 9,9 jours en juillet. Pour la période 1991-2020, la température moyenne annuelle observée sur la station météorologique de Météo-France la plus proche, « St Maurice », sur la commune de Saint-Maurice-aux-Forges à 9 km à vol d'oiseau, est de 10,5 °C et le cumul annuel moyen de précipitations est de 837,4 mm. 
La température maximale relevée sur cette station est de 39,2 °C, atteinte le 25 juillet 2019 ; la température minimale est de −19,9 °C, atteinte le 1er mars 2005,,. 
Les paramètres climatiques de la commune ont été estimés pour le milieu du siècle (2041-2070) selon différents scénarios d'émission de gaz à effet de serre à partir des nouvelles projections climatiques de référence DRIAS-2020. Ils sont consultables sur un site dédié publié par Météo-France en novembre 2022.

## Urbanisme

### Typologie
Au 1er janvier 2024, Blâmont est catégorisée bourg rural, selon la nouvelle grille communale de densité à sept niveaux définie par l'Insee en 2022.
Elle est située hors unité urbaine et hors attraction des villes,.

### Occupation des sols
L'occupation des sols de la commune, telle qu'elle ressort de la base de données européenne d’occupation biophysique des sols Corine Land Cover (CLC), est marquée par l'importance des territoires agricoles (65,5 % en 2018), en diminution par rapport à 1990 (69 %). La répartition détaillée en 2018 est la suivante : prairies (32,9 %), terres arables (23,1 %), forêts (18,3 %), zones agricoles hétérogènes (9,6 %), zones urbanisées (8,3 %), zones industrielles ou commerciales et réseaux de communication (4,4 %), espaces verts artificialisés, non agricoles (3,4 %). L'évolution de l’occupation des sols de la commune et de ses infrastructures peut être observée sur les différentes représentations cartographiques du territoire : la carte de Cassini (XVIIIe siècle), la carte d'état-major (1820-1866) et les cartes ou photos aériennes de l'IGN pour la période actuelle (1950 à aujourd'hui).

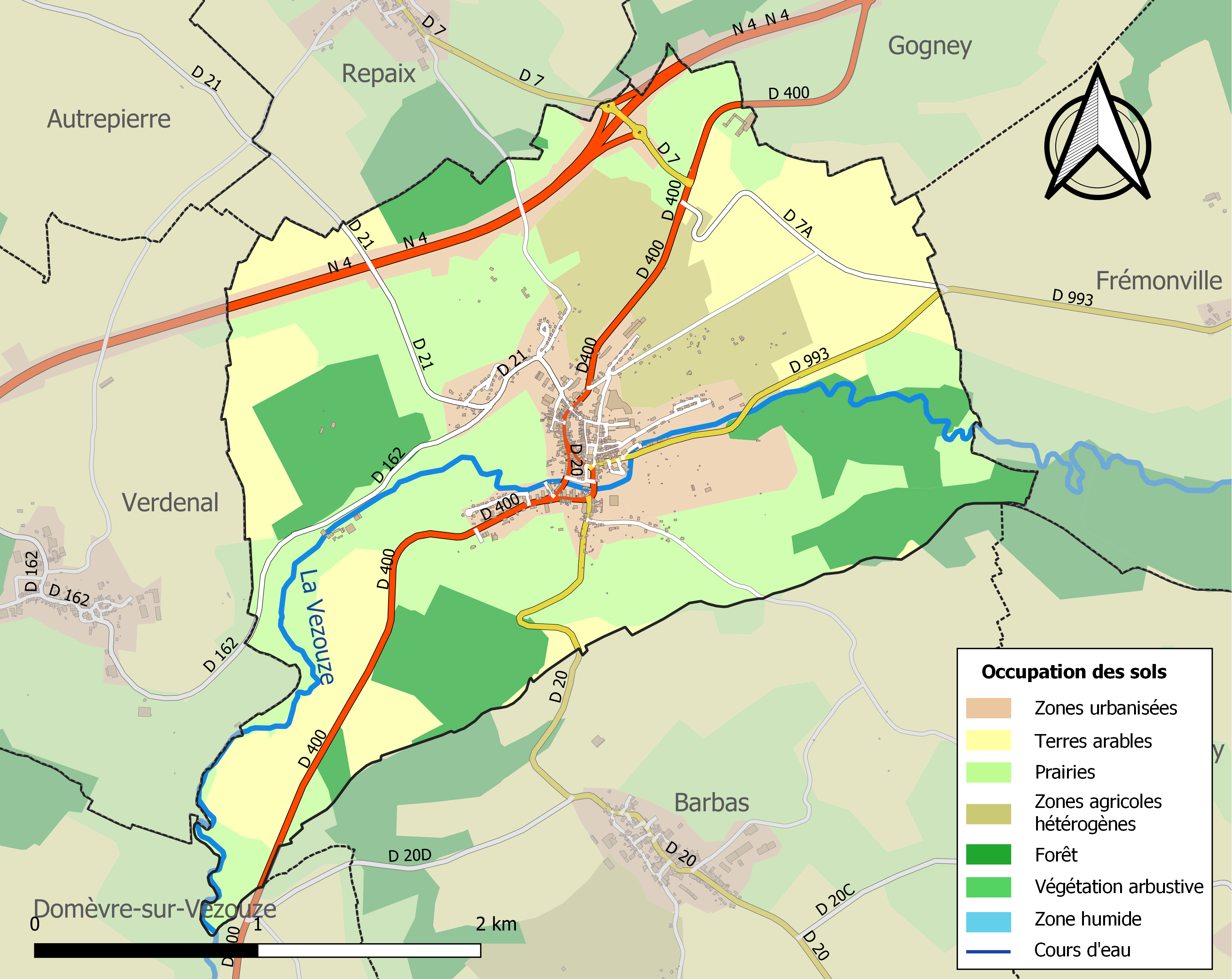
Carte des infrastructures et de l'occupation des sols de la commune en 2018 (CLC).

## Toponymie
Le nom de la localité est attesté sous les formes Carsilius de Blammont (1186) ; Albus mons (1244) ; Blanmont et Blancmont (1248) ; Ecclesia de Blankenberg (1282) ; H. dominus de Blaulmont (1304) ; Alba (XIVe siècle) ; Blanmondum (XVIIe siècle).

- En allemand : Blankenberg.

La couleur du sol calcaire a certainement amené à nommer ce lieu Blancmont, de l'oïl blanc et mont d'où le sens global de « mont blanc » (mont signifiant « colline » ou « élévation » en ancien français, colline étant un emprunt à l'italien de la renaissance). Un massif domine toute cette région, c'est le Blanc-Mont. L'ordre des mots, adjectif de couleur + substantif, est l'indice d'une influence germanique cf. la forme allemande Blankenberg, cet ordre étant aujourd'hui réservé à la poésie en français standard, mais subsiste dans certains dialectes d'oïl.

## Histoire

### Du Moyen Âge à la Révolution
La seigneurie appartint à la famille qui en prit le nom (Blankenberg en allemand), puis devint un fief des comtes de Salm aux XIIe et XIIIe siècles. Ils l'attribuèrent à l'un de leurs cadet, Ferry de Blâmont, fils cadet de Henri III de Salm. Henri de Blâmont, fils de Ferry, est l'un des principaux héros du tournoi de Chauvency en 1285, applaudi par Jacques Bretel, qui le met à l'honneur et raconte sa joute contre Gevigni et ses faits d'armes dans la mêlée du tournoi, aux côtés de Jean de Rosières et de Raoul de Baissi. Il participait ainsi aux fêtes données par son beau-père, Louis V de Looz, comte de Chiny, époux de Jeanne de Bar, fille d'Henri II de Bar et Philippa de Dreux, veuve de Ferry.
Les seigneurs de Blâmont font partie du groupe héraldique des dix lignages issus de Thierry Ier de Bar (v. 1045-1103) qui ont deux poissons adossés dans leurs armes au XIIIe siècle.

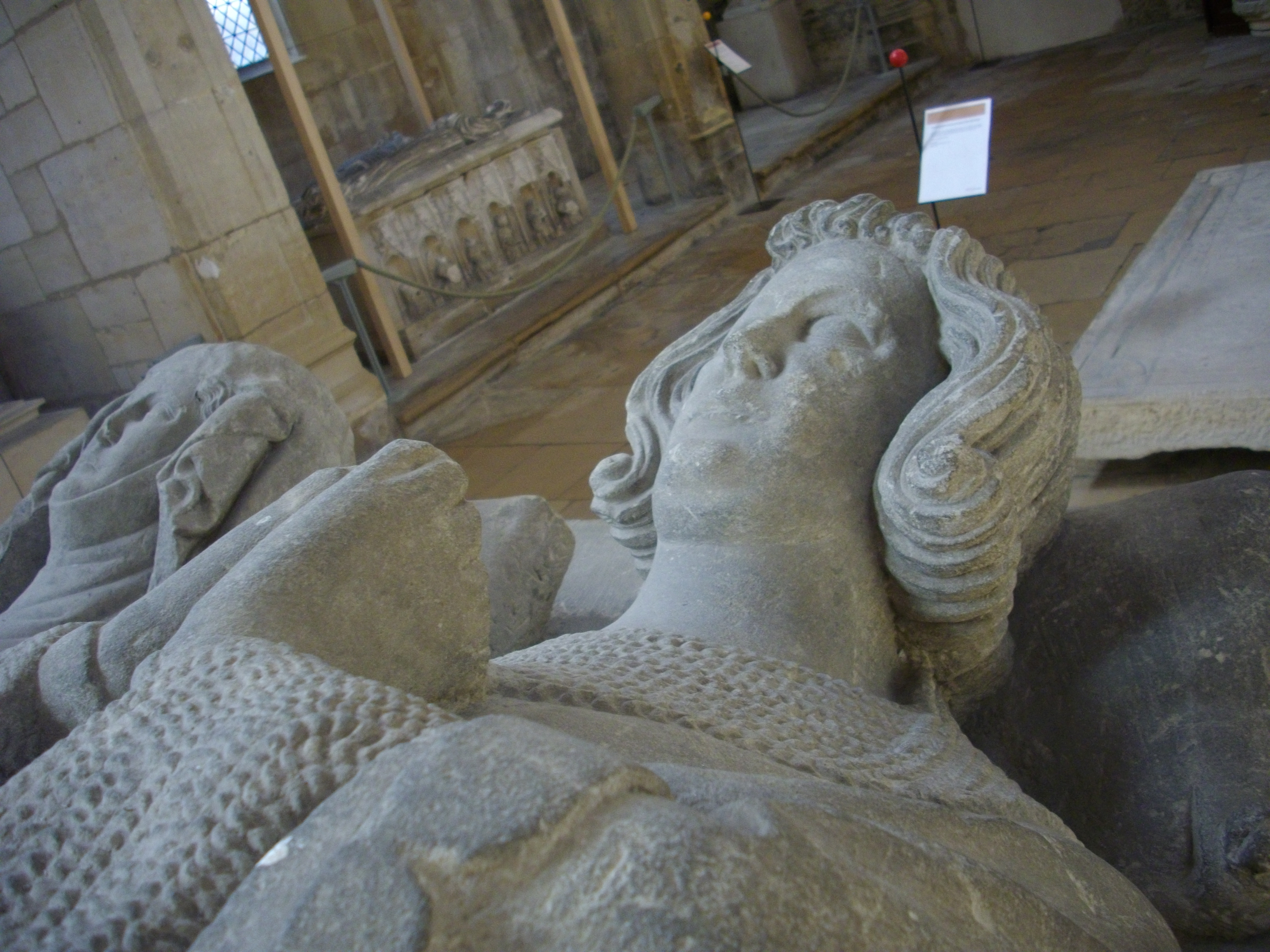
Gisant de Henri I sire de Blâmont et de son épouse Cunégonde de Linange. Chapelle des Cordeliers, Nancy.

La seigneurie fut élevée au rang de comté au XVe siècle. Durant les guerres de Bourgogne, le seigneur de Blâmont Ferry II s'allie à Charles le Téméraire contre le duc René II et les Sarrebourgeois.
Le comté fut légué au duc de Lorraine en 1499 par Olry de Blâmont, évêque de Toul, et Christine de Danemark, régente de Lorraine, résida à Blâmont. À partir de 1751, il est question du bailliage de Blâmont.
Le 2 décembre 1573, Blamont accueille la cour de France où le roi de Pologne, futur Henri III de France, en partance pour la Pologne, fait ses adieux à sa mère Catherine de Médicis et à sa sœur Marguerite,.

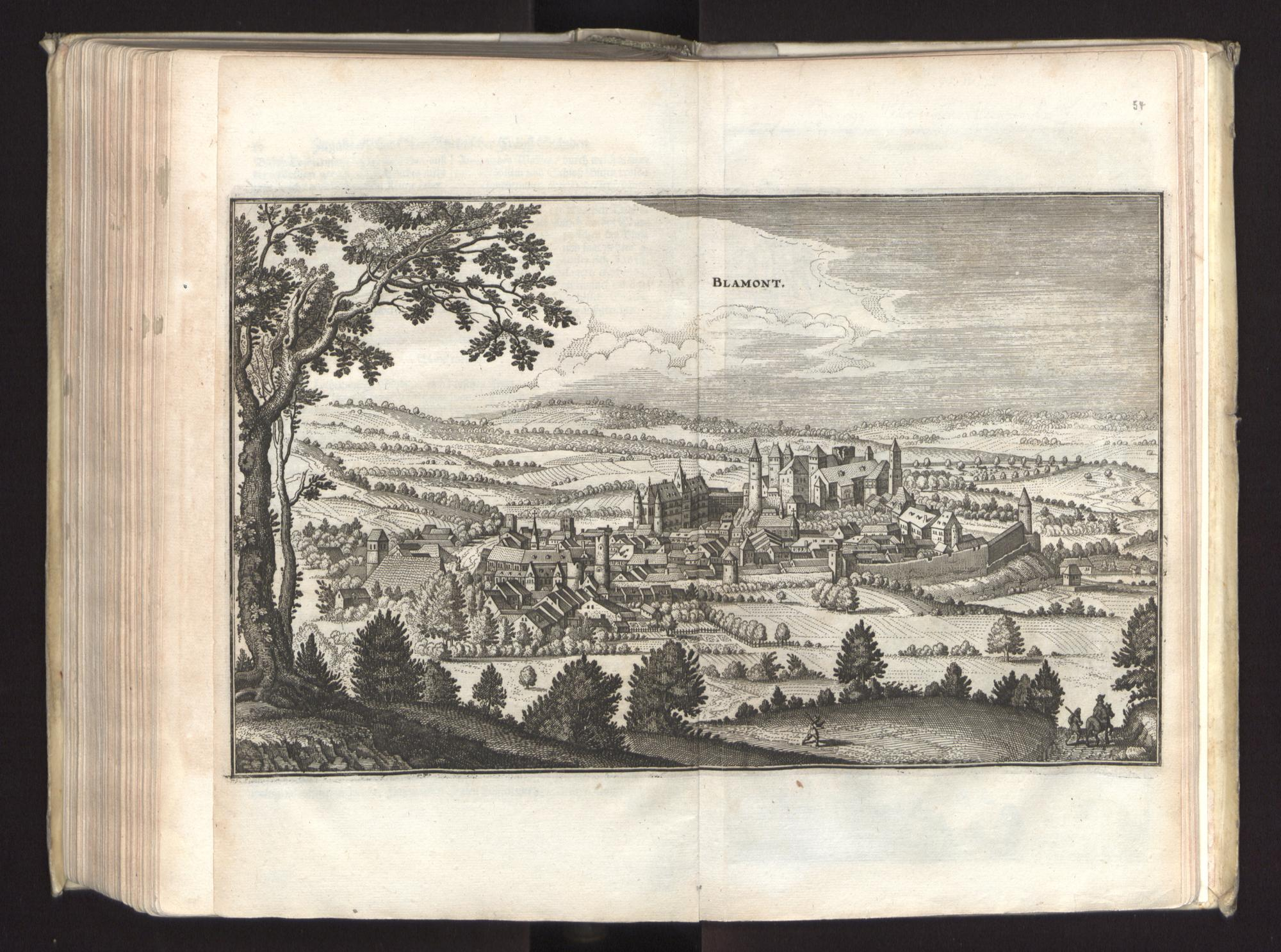
Vue de Blâmont et son château en 1645.

Au début du XVIIe siècle, la duchesse douairière Marguerite de Gonzague contribue également à l'essor de la cité, en fondant un couvent de capucins, et un monastère des religieuses enseignantes de la congrégation Notre-Dame.
La ville et son château furent pris par les protestants lors des guerres de Religion, puis détruits pendant la guerre de Trente Ans (sièges de 1636 et 1638) ; le château fort comme beaucoup d'autres fut démantelé sur ordre de Richelieu.
La ville fut reconstruite au XVIIIe siècle ; de nombreux bâtiments datent de cette période, comme l'hôpital, l'hôtel du Chatelet ou le presbytère. Le centre se déplace alors au-delà des murs, près du pont de la Vezouze.

### Époque contemporaine
Elle fut chef-lieu de district de 1790 à 1795.
Au XIXe siècle, la ville connut une période de prospérité, en lien avec son environnement agricole. Un actif tissu économique se développa alors : tanneries (Hertz), brasseries (Baumgarten), chocolaterie (Burrus), fabrique de velours (Bechmann), usine de fourches (Labourel)... Son collège, fondé en 1812 par l'abbé Lebon, attire de nombreux pensionnaires venus de toute la région, tandis que la population de la ville dépasse le cap des 2 500 habitants au milieu du siècle. Ce fut durant cette période de prospérité que furent édifiés l'hôtel de ville (1830), la synagogue (1844) et l'église (1852). En 1836, on y dénombrait une cinquantaine de familles juives.
Ce n'est qu'en 1870 que Blâmont est desservie par la compagnie privée ABC (ligne d'Avricourt à Blâmont et à Cirey) à partir de la gare d'Avricourt, ce qui provoquera en 1871 la partition de cette commune. Plus tardivement, avec beaucoup de lenteur et de retard, un chemin de fer métrique départemental atteint Blâmont par la compagnie du LBB (ligne de Lunéville à Blâmont et à Badonviller). La gare est inaugurée le 13 août 1911 par le ministre Albert Lebrun par une fête grandiose et un banquet de 450 couverts. Les stations des voyageurs et des marchandises sont devenues habitations au XXIe siècle. Le trafic de la ligne LBB fonctionnera jusqu'en 1942.

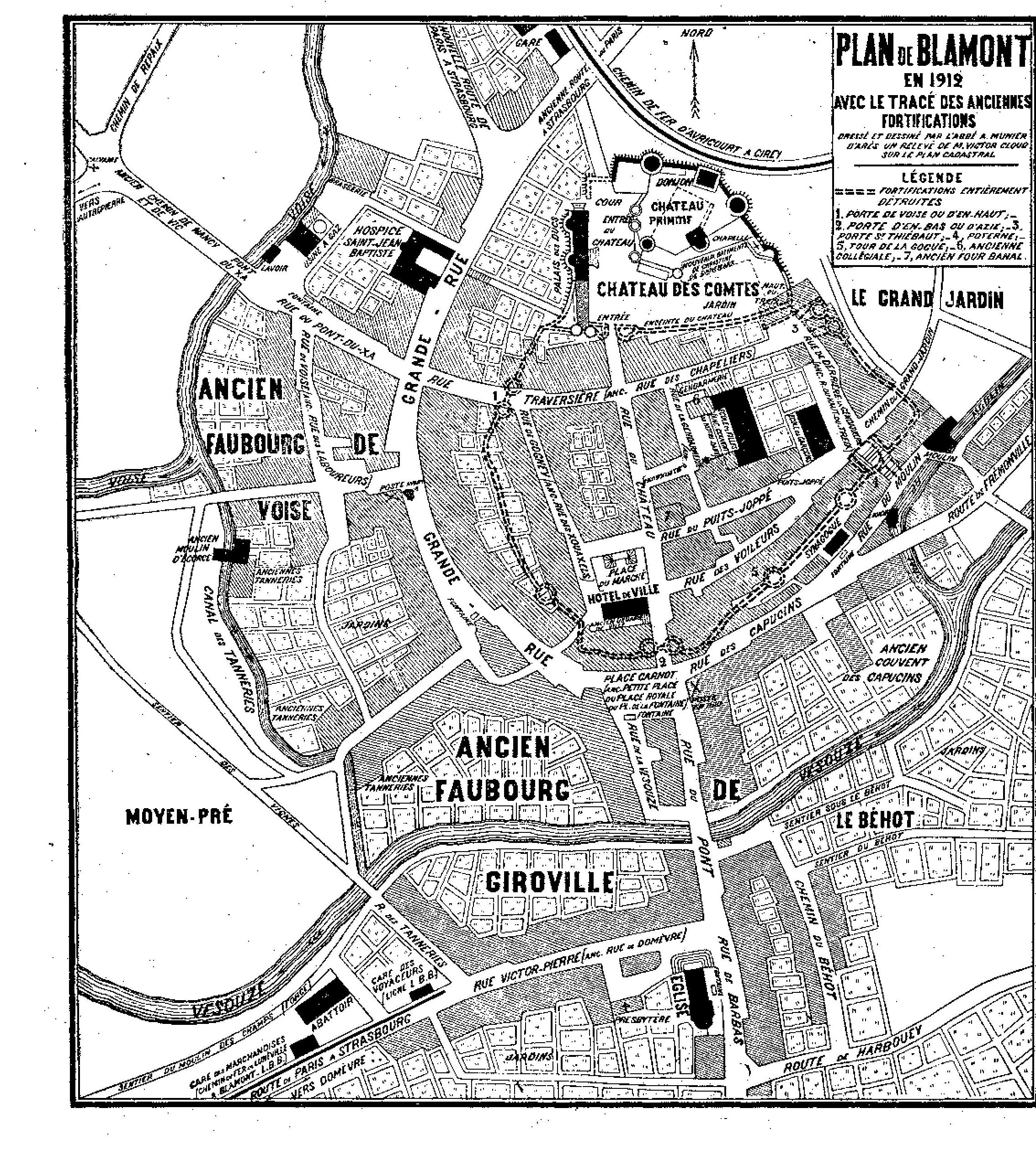
Plan de Blâmont de 1912 avec les anciennes fortifications

Pendant la Première Guerre mondiale, Blâmont, située à quatre kilomètres de la frontière franco-allemande issue du traité de Francfort de 1871, fut rapidement envahie par les Allemands. Les actes de barbarie commis à Blâmont au début des hostilités (août 1914) défrayèrent la chronique internationale. Puis le front se stabilisa et la ville demeura sous occupation allemande, relativement épargnée tandis que les villages des alentours, situés sur la ligne de front, furent dévastés.
Le centre-ville et le château furent bombardés durant la Seconde Guerre mondiale. La ville est traversée par le Schutzwall West. Dans le cimetière reposent les sept corps de l'équipage d'un avion du 550e escadron de la Royal Air Force tombé à Blâmont le 29 juillet 1944.
L'après-guerre fut marqué par la reconstruction, puis par la désindustrialisation.
Depuis 2001, les municipalités de Monique Roch puis de son successeur Guy Jambois sont confrontées à des problèmes de fonctionnement récurrents (démission de deux adjoints en juillet 2002, destitutions de deux autres adjoints en juillet 2008 et en mai 2009, puis démission de six conseillers en juillet 2009, suivie d'élections partielles en septembre 2009 intégralement remportées par l'opposition). En janvier 2011, les médias révèlent que le maire serait impliqué dans une affaire de présumées fausses délibérations. Une nouvelle vague de démissions de conseillers municipaux a lieu au printemps 2016, provoquant de nouvelles élections partielles en septembre 2016 remportées par Thierry Meurant.

## Population et société

### Démographie
L'évolution du nombre d'habitants est connue à travers les recensements de la population effectués dans la commune depuis 1793. Pour les communes de moins de 10 000 habitants, une enquête de recensement portant sur toute la population est réalisée tous les cinq ans, les populations de référence des années intermédiaires étant quant à elles estimées par interpolation ou extrapolation. Pour la commune, le premier recensement exhaustif entrant dans le cadre du nouveau dispositif a été réalisé en 2007.

En 2022, la commune comptait 1 046 habitants, en évolution de −3,24 % par rapport à 2016 (Meurthe-et-Moselle : −0,13 %, France hors Mayotte : +2,11 %).
| 1793  | 1800  | 1806  | 1821  | 1831  | 1836  | 1841  | 1846  | 1851  |
| ----- | ----- | ----- | ----- | ----- | ----- | ----- | ----- | ----- |
| 1 859 | 1 941 | 1 908 | 1 897 | 2 089 | 2 638 | 2 563 | 2 671 | 2 527 |

| 1856  | 1861  | 1872  | 1876  | 1881  | 1886  | 1891  | 1896  | 1901  |
| ----- | ----- | ----- | ----- | ----- | ----- | ----- | ----- | ----- |
| 2 404 | 2 298 | 2 272 | 2 337 | 2 175 | 2 147 | 2 052 | 1 934 | 1 726 |

| 1906  | 1911  | 1921  | 1926  | 1931  | 1936  | 1946  | 1954  | 1962  |
| ----- | ----- | ----- | ----- | ----- | ----- | ----- | ----- | ----- |
| 1 604 | 1 670 | 1 386 | 1 469 | 1 559 | 1 606 | 1 110 | 1 253 | 1 409 |

| 1968  | 1975  | 1982  | 1990  | 1999  | 2006  | 2007  | 2012  | 2017  |
| ----- | ----- | ----- | ----- | ----- | ----- | ----- | ----- | ----- |
| 1 400 | 1 257 | 1 399 | 1 318 | 1 261 | 1 190 | 1 180 | 1 099 | 1 072 |

| 2022  | - | - | - | - | - | - | - | - |
| ----- | - | - | - | - | - | - | - | - |
| 1 046 | - | - | - | - | - | - | - | - |

### Enseignement
L'école maternelle et élémentaire Jean-Crouzier occupe l'ancien couvent des sœurs de Notre-Dame (XVIIe siècle). Le collège du château est installé dans un bâtiment construit en 1953 et agrandi en 1972.
Au XIXe siècle, Blâmont eut un collège municipal (1812-1858), puis diocésain (1858-1870), un pensionnat libre (demoiselles Tanche, 1842-1870) et deux écoles congréganistes, une masculine (frères des Écoles chrétiennes, 1854-1870) et une féminine (sœurs de la Doctrine Chrétienne, 1808-1903). L'immeuble des sœurs de la doctrine chrétienne, rue des Capucins, devint le Foyer des Institutrices Libres de Lorraine après 1925.

### Santé
Centre sanitaire et médico-social "Les rives du château" de la Croix-Rouge, sur l'emplacement du palais de Christine de Danemark. L'ancien hôpital Saint-Jean-Baptiste est devenu la maison de retraite "3 H Santé". Les anciens locaux de l'hôpital sont occupés par le Foyer d'accueil spécialisé (chapelle du XVIIIe siècle).

## Économie
D'après la monographie communale de 1888, l'activité essentielle de Blâmont était l'agriculture et la production laitière. Il reste encore quelques exploitations agricoles.
En 2021, Blâmont compte environ 80 établissements essentiellement dans l'activité manufacturière (11), la construction (8), le commerce en gros (34), l'activité tertiaire (12), des activités spécialisées (8) et divers travaux et services,.

## Culture locale et patrimoine

### Lieux et monuments

#### Édifices civils
- Ruines d'un château fort médiéval (XIe siècle), remanié à diverses reprises jusqu'au XIXe siècle. Ce château fait actuellement l'objet d'une consolidation par une association qui assure également des visites. Les ruines sont inscrites au titre des monuments historiques depuis 1994[38].

- De nombreuses maisons et hôtels particuliers du XVIIIe siècle sont bien conservées dans la ville. Les plus remarquables sont : le presbytère, la maison Cabri (30, rue Victor-Pierre), la maison Colin-Brice (13, place Général-de-Gaulle), la maison Lafrogne (51, rue du 18-Novembre), l'hôtel de Martimprey et l'hôtel des chanoines réguliers de Domèvre (25 et 29 rue du Château).
- L'imposant hôtel de ville de style néo-classique est construit sur les plans de l'architecte Antoine-Alexandre Jandel à la fin de la Restauration (1830).
- Deux châteaux ont été construits dans des écarts au XIXe siècle : le château du Clos Saint-Pierre ayant appartenu à Adrien de Turckheim (incendié dans l'entre-deux-guerres) et le château Sainte-Marie reconstruit après la Première Guerre mondiale.

#### Édifices religieux

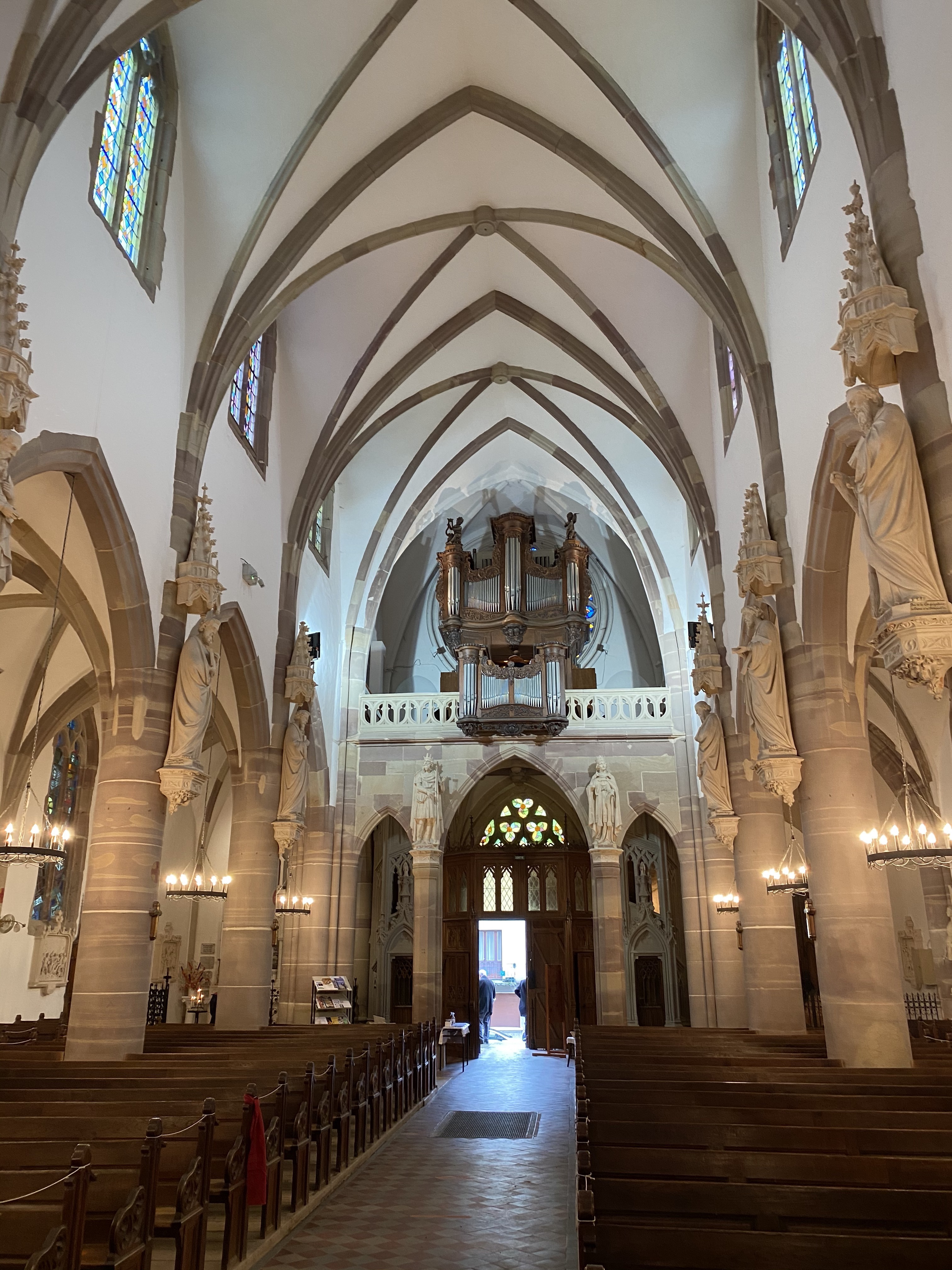
Intérieur de l'église Saint-Maurice et orgue Dingler.

- Église Saint-Maurice (1852), néogothique, œuvre de l'architecte Léon Vautrin : confessionnaux et chaire XVIIIe siècle, baroque provenant de l'abbaye de Domèvre-sur-Vezouze ; abrite un orgue historique de Dingler, construit au XVIIIe siècle, transformé au XXe, et restauré par Kern en 2000.
- Collégiale de Blâmont, supprimée avant la Révolution, remplacée par la chapelle néo-gothique du collège (1848), détruite au XXe siècle.
- Monastère des religieuses de Notre-Dame (XVIIe siècle), reconverti en école maternelle.
- Couvent des Capucins fondé en 1627 par Marguerite de Gonzague, avec chapelle ornée de fresques, converti en centre d'action sociale dans l'entre-deux-guerres (Bon-Accueil), détruit par bombardement en 1944.

### Personnalités liées à la commune
- Thomas de Blankenberg, né à Blâmont, évêque de Verdun entre 1302 et 1305.
- Nicolas de Neuville, né à Blâmont, évêque de Verdun entre 1305 et 1312.
- Claude Ambroise Régnier, duc de Massa, ministre de la Justice, né à Blâmont en 1746.
- Charles Regnault, député à l'Assemblée nationale constituante, né à Blâmont en 1755.
- Dominique Louis Antoine Klein, général comte de l'Empire, né à Blâmont en 1761.
- Édouard Lièvre, dessinateur ornemaniste et ébéniste, né à Blâmont en 1828.
- Florent Schmitt, compositeur, né à Blâmont en 1870, décédé en 1958.
- Marthe Richard, pionnière de l'aviation féminine, espionne, conseillère de Paris, née à Blâmont en 1889.
- Léon Gaudeaux, artiste peintre né à Blâmont en 1893, mort en 1947.
- Jean Crouzier, maire de Blâmont dans l'après-guerre, ministre, mort en 1970.
- Antoine Veil, inspecteur des finances, né à Blâmont en 1926, membre du comité stratégique du groupe Bolloré[39], mari de Simone Veil, décédé en 2013.
- Gilles Fabre, artiste peintre né en 1933 à Blâmont, mort en 2007.
- Claude Pair, normalien, informaticien, recteur de l'académie de Lille, né à Blâmont en 1934.

### Héraldique, logotype et devise
| Blason de Blâmont | Blason  | D'argent à deux saumons adossés de gueules accompagnés en chef d'une rose de même. |
| Blason de Blâmont | Détails | Le statut officiel du blason reste à déterminer.                                   |

#### Blason de Henri de Blâmont
| Blason | Blasonnement : De gueules aux deux saumons adossés d'argent. Commentaires : À Chauvency-le-Château, Henri de Blâmont avait déjà modifié et simplifié les armoiries des Salm pour ne plus porter que des saumons d'argent mis en valeur sur un écu de gueules. Selon les manuscrits de Mons ou d'Oxford, il crie "Salm" ou "Blâmont" lors de la mêlée du tournoi. |